# Вело д'Астико (Виченца)
Вело д'Астико (итал. Velo d'Astico) је насеље у Италији у округу Виченца, региону Венето.
Према процени из 2011. у насељу је живело 2350 становника. Насеље се налази на надморској висини од 347 м.

## Становништво
| 1931. | 1936. | 1951. | 1961. | 1971. | 1981. | 1991. | 2001. | 2011. |
| ----- | ----- | ----- | ----- | ----- | ----- | ----- | ----- | ----- |
| 2.495 | 2.586 | 2.693 | 2.516 | 2.285 | 2.371 | 2.254 | 2.350 | 2.400 |